# Rio Tanque
O rio Tanque é um curso de água do estado de Minas Gerais que desagua no rio Santo Antônio.
Nasce na serra dos Alves e logo no início de seu percurso forma a cachoeira do Bongue (queda de aproximadamente 80 metros). Alguns quilômetros abaixo, forma a cachoeira dos Marques, e passa no fundo do vale do cânion dos Marques. Mais abaixo forma a cachoeira da Boa Vista, e segue seu curso passando por Senhora do Carmo. Até este ponto, nos limites de Itabira e seus distritos. O rio tanque passa por Santa Maria de Itabira onde se encontra com seu principal afluente o ribeirão Giral ainda em perímetro urbano, entre os bairros Vila Marília Costa e Conselho. E por fim em Ferros, onde deságua no rio Santo Antônio. [carece de fontes?]